# Lipsothrix burmica
Lipsothrix burmica är en tvåvingeart som beskrevs av Alexander 1952. Lipsothrix burmica ingår i släktet Lipsothrix och familjen småharkrankar.
Artens utbredningsområde är Myanmar. Inga underarter finns listade i Catalogue of Life.